# Grenland Rail
Grenland Rail AS er et jernbaneselskab, der transporterer gods, udstyr til jernbaneinfrastruktur (arbejdstog) samt farligt gods på jernbanenettet i Norge. Selskabet har hovedsæde i Skien, værksted og hovedbase i Drammen og driver dagligt Hønefoss, Oslo og Lillestrøm.

## Historie
Grenland Rail blev grundlagt 2005, da selskabet Miljø og Veiservice havde brug for trækkraft. Virksomheden udviklede sig til at transportere godsvogne og udstyr for Jernbaneverket, og i 2012 fik Grenland Rail tilladelse til godstransport i dele af Norge. I 2014 blev denne licens udvidet til at gælde for hele det norske jernbanenet samt transport af farligt gods, og i 2018 blev licensen ændret fra at gælde for en lille virksomhed til at gælde for en mellemstor virksomhed.